# 24168 Hexlein
24168 Hexlein (1999 WH9) là một tiểu hành tinh vành đai chính được phát hiện ngày 29 tháng 11 năm 1999 ở Starkenburg Observatory, Heppenheim.